# Flemløse-stenen 2
Flemløse-stenen 2 er en runesten, fundet i Flemløse på Sydfyn i ca. 1840. Runestenen lå ved opdagelsen foran porten til en gård i Voldtofte. Stenens oprindelige fundsted kendes ikke. Nu er stenen opstillet i slotsparken til Jægerspris ved Grevinde Danners gravhøj sammen med Flemløse-stenen 1 og Sønderby-stenen. Stenen hører til blandt de ældste runesten i Danmark.

## Indskrift
| Translitteration | ruulfR sis    |
| Transskription   | RōulfR {sis}. |
| Oversættelse     | Roulv ...     |

Indskriften består af to ord, navnet Roulv og runfølgen sis. Det er uklart, om det sidste ord skal læses som en palindrom og tolkes som en slags trylleord, eller om det skal læses som sess, 'sæde' og dermed tolkes som et tilnavn til Roulv 'Roulv Sæde'. Roulv kendes også fra tre andre fynske runesten nemlig den nu forsvundne Avnslev-stenen fra det østlige Fyn, Helnæs-stenen og Flemløse-stenen 1. De to sidstnævnte og Flemløse 2 er rejst på det sydvestlige Fyn med få kilometers afstand. 